# 尖鬚菊虎亞科
尖鬚菊虎亞科（Malthininae）為鞘翅目菊虎科下的一亞科。

## 成員列表
本亞科下有三個族：Malchinini、尖鬚菊虎族，及小菊虎族。

### Malchinini
- Macrocerus
- Malchinus

### 尖鬚菊虎族 Malthinini
- 短翅尖鬚菊虎屬 Caccodes Sharp, 1885
- 尖鬚菊虎屬 Malthinus Latreille, 1806
- 長鞘尖鬚菊虎屬 Malthinellus Kiesenwetter, 1874

### 小菊虎族 Malthodini
- Frostia（西班牙语：Frostia）
- 小菊虎屬 Malthodes Kiesenwetter, 1852
- 姬菊虎屬 Maltypus Motschulsky, 1859
- †始源小菊虎屬 Archaeomalthodes Hsiao, Ślipiński & Pang, 2016

## 古生物學
2016年，蕭昀等人在9900 萬年前的緬甸琥珀（晚白堊紀，森諾曼階）中發現了該亞科年代最古老的化石物種，命名為羅塞塔始源小菊虎（Archaeomalthodes rosetta），同時描述始源小菊虎屬此一獨立新屬。